# Nita van Vliet
Nita van Vliet ist eine ehemalige Radrennfahrerin aus den Niederlanden.
Nita van Vliet war von 1976 bis 1980 als Leistungs-Radsportlerin aktiv. 1977 wurde sie niederländische Meisterin im Straßenrennen. Sie lernte den zweifachen niederländischen Junioren-Straßenmeister, Piet Liefaard, kennen und heiratete ihn. Da Liefaard schwer erkrankte, beendete sie ihre Radsportlaufbahn.
Van Vliet ist die Schwester des Rennfahrers Teun van Vliet und die Mutter des Rennfahrers Arjen de Baat, ein Sohn von Liefaard, der den Namen ihres zweiten Ehemanns trägt. Auch ihre Tochter aus zweiter Ehe, Kim de Baat, konnte erste Erfolge als Radrennfahrerin feiern; so wurde sie 2012 Dritte der Straßen-Europameisterschaft (U23). Heute betreibt Nita van Vliet ein Geschäft für Kinderkleidung.